# Izobutan
Izobutan (i-butan), znan tudi kot metilpropan, je kemična spojina s formulo C4H10, izomer butana. To je najenostavnejši alkan s terciarnim ogljikom. Zaskrbljenost nad tanjšanjem ozonskega plašča zaradi freonov je vodila k povečani uporabi izobutana kot plina za hladilne sisteme, zlasti v domačih hladilnikih in zamrzovalnikih ter za potisni plin v sprejih. Če se uporablja kot hladilno ali potisno sredstvo, je izobutan znan tudi kot R-600a. Nekateri prenosni hladilniki uporabljajo mešanico izobutana in propana, običajno v razmerju 80:20. Izobutan se uporablja tudi kot surovina v kemični industriji, na primer v sintezi izooktana.
Njegova številka je ZN UN 1969. Izobutan je R skupina za aminokislino levcinom.

## Nomenklatura
Izobutan je ime, ki ga je Mednarodna zveza za čisto in uporabno kemijo (IUPAC) v svojih 1993 Priporočila za nomenklaturo iz organske kemije. Ker je najdaljša neprekinjena veriga v izobutan dolga le tri atome ogljika, sistematično ime je 2-metilpropan. Število (2 -) ni potrebna, ker je mogoča le v metilpropanu.
- Izomera butana
- n-butan
- Izobutan (metilpropan)

## Uporaba
Izobutan se uporablja kot hladilno sredstvo. Uporaba v hladilnikih se je začela leta 1993, ko je Greenpeace predstavil projekt Greenfreeze v sodelovanju z nemškim podjetjem Foron. Mešanice s čistim, suhim »izobutanom« (R-600a) imajo zanemarljiv vpliv na tanjšanje ozonskega plašča in zelo nizek potencial za globalno segrevanje (3,3-kratna vrednost ogljikovega dioksida) in lahko služijo kot funkcionalen nadomestek R-12, R-22, R-134a in drugih klorofluoroogljkovodikov ali fluorirani ogljikovodikov kot posrednikov v konvencionalni nepremični opremi za hlajenje in klimatizacijo.
V Chevron Phillips uporabljajo postopek za izdelavo polietilena velike gostote (HDPE), kjer se izobutan uporablja kot razredčilo.
Izobutan se uporablja tudi za ustvarjanje pritiska v pločevinkah.

## Uporaba kot hladilno sredstvo
Izobutan je eksploziven. Uporaba izobutana kot hladilno sredstvo v domačih hladilnikih je potencialno nevarno. O več eksplozijah hladilnika so poročali v Združenem kraljestvu; sumijo, da jih je povzročilo uhajanje izobutana v hladilniku, ki ga je vnela iskra na električni napeljavi.